# 山切修二
山切 修二（やまぎり しゅうじ、1975年1月8日 - ）は、日本の音楽家。D･I･Oエンターテインメント合同会社 代表。

## 概要
2011年に結成した、川渕かおりとのロック・デュオKAO=Sのリーダー/ギタリストとして世界各地で公演を行なっている他、シンガーソングライターや他の音楽ユニットとでも活動している。
ポップ、ロックスタイルのボーカル曲の他、インスト曲も手掛ける。主にアコースティック・ギターを演奏し、オープンコード奏法を多用する。シンガーとしては、広い声域と声色を持つ。
2014年にD･I･Oエンターテインメント合同会社を設立以降は、KAO=Sや川渕かおりのマネジメントも自身で行っている。
KAO=Sを軸に、剣舞師や和楽器奏者などが加わった和風エンターテインメントのショウをスペイン・ドイツ・サウジアラビアのフェスや東京で行い、プロデューサーや演出家としても活動する。
テーマ曲作曲や演出で携わってきた日本とドイツの友好フェスティバルMAIN MATSURIのショウの総合演出（同フェスは2024年に国際的な文化貢献を認められ、ドイツ外務大臣表彰を受けた）、2024年に東京で開催されたABAC国際会議での21カ国来賓向けのショウの総合演出も担当した。
2025年、50歳になったのを機に、長らく止めていたシンガーソングライターとしての活動を再開した。